# Gwen Crabb
Pour les articles homonymes, voir Crabb.
Pas d'image ? Cliquez ici

a Compétitions nationales et continentales officielles uniquement.

b Matchs officiels uniquement.
Dernière mise à jour le 5 avril 2024.
Gwen Crabb, née le 28 juin 1999 à Swansea (pays de Galles), est une joueuse internationale galloise de rugby à XV évoluant principalement au poste de deuxième ligne. Elle joue au Gloucester-Hartpury RFC.

## Biographie
Gwen Crabb naît le 28 juin 1999 à Swansea au pays de Galles. Elle pratique d'abord le football comme gardienne de but, elle est sélectionnée avec l'équipe nationale des moins de 17 ans. Mais elle préfère se consacrer au rugby à XV qu'elle a débuté deux ans plus tôt.
En 2018, elle connaît sa première sélection avec le pays de Galles face à Hong Kong.
En 2020, elle rejoint le club du Gloucester-Hartpury RFC.
Gwen Crabb compte 25 sélections en équipe nationale quand elle est retenue en septembre 2022 pour disputer la Coupe du monde en Nouvelle-Zélande. Au mois de décembre, elle se fracture le tibia au cours d'un match de championnat.
À peine revenue de sa blessure, elle est sélectionnée pour le Tournoi des Six Nations 2023, et se blesse gravement au genou (ligaments croisés) contre l'Irlande.
Elle revient sur les terrains au mois de janvier 2024, après une année entière sans jouer avec son club. Le 2 mars contre les Exeter Chiefs, lors de son cinquième match depuis sa reprise, elle se blesse à nouveau au genou : elle subit une arthroscopie et déclare forfait pour le Tournoi des Six Nations. Elle ne rejoue pas de la saison.
En septembre 2024, Gwen Crabb est appelée en équipe nationale pour un match de préparation face à l'Écosse (défaite 40-14),, mais n'est pas retenue pour le WXV. Elle renforce le Brython Thunder durant le Celtic Challenge.

## Palmarès
- Vainqueur du Championnat d'Angleterre en 2023 et 2024.